# Bruant fauve
Passerella iliaca
Espèce
Statut de conservation UICN

 LC  : Préoccupation mineure
Le Bruant fauve (Passerella iliaca) est une espèce de passereaux appartenant à la famille des Passerellidae. Cette espèce résulte de la division en quatre de l'espèce historique.

## Taxinomie
À la suite des études de Zink (1994), Zink & Kessen (1999) et Zink & Weckstein (2003), suivant l'avis de Handbook of the Birds of the World (volume 16), le Congrès ornithologique international (classification version 5.1, 2015) divise cette espèce en quatre :
- Passerella iliaca – Bruant fauve (article ci-contre)
- Passerella unalaschcensis – Bruant fuligineux
- Passerella schistacea – Bruant ardoisé
- Passerella megarhyncha – Bruant à bec épais

### Liste des sous-espèces
D'après la classification de référence (version 5.2, 2015) du Congrès ornithologique international, cette espèce est constituée des deux sous-espèces suivantes (ordre phylogénique) :
- Passerella iliaca zaboria Oberholser, 1946 ; présente dans le nord-ouest et le centre de l'Alaska, à l'ouest du Canada ;
- Passerella iliaca iliaca (Merrem, 1786) ; centre et est du Canada.

## Habitat et répartition

Aire de nidification
Voie migratoire
Présent à l'année
Aire d'hivernage

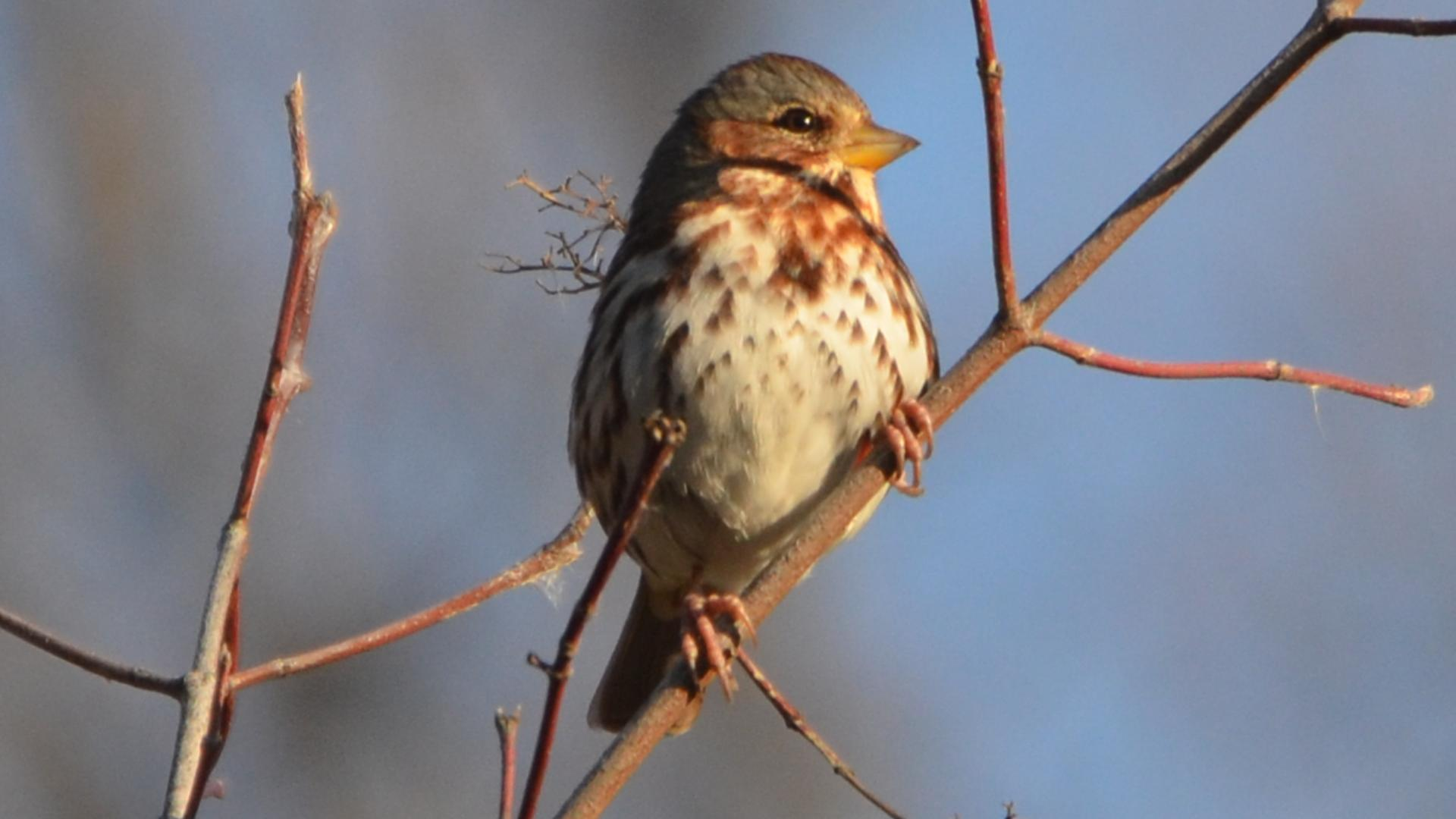
plumage d'hiver (Missouri)

Il niche en Amérique du Nord du nord-ouest et du centre de l'Alaska à l'est du Canada.
Il peuple les forêts de conifères et celles de feuillus à sous-bois denses et surtout les bosquets au bord des cours d'eau.

## Mensurations
Le Bruant fauve mesure environ 18 cm de longueur.

## Alimentation
Il se nourrit entre autres d'arthropodes, de diptères, de lépidoptères, de coléoptères etc.